# Regla de línea brillante
Una regla de línea brillante (o prueba de línea brillante) es una regla o norma claramente definida, compuesta de factores objetivos, que deja poco o ningún espacio para una interpretación variable. El propósito de una regla de línea brillante es producir resultados predecibles y consistentes en su aplicación. El término "línea brillante" en este sentido generalmente ocurre en un contexto legal. 
Las reglas de línea brillante suelen ser normas establecidas por los tribunales con precedentes legales o por las legislaturas en disposiciones legales. La Corte Suprema de los Estados Unidos a menudo contrasta las reglas de línea brillante con su opuesto: pruebas de equilibrio (o "prueba de línea fina"), donde el resultado depende de sopesar varios factores, lo que podría conducir a una aplicación inconsistente de la ley o reducir la objetividad. 

## Debate en los EE. UU.
En los Estados Unidos, hay mucho debate legal académico entre quienes favorecen las reglas claras y quienes prefieren las pruebas de equilibrio. Mientras que algunos estudiosos legales, como el exjuez de la Corte Suprema Antonin Scalia, han expresado una fuerte preferencia por las reglas de línea brillante, los críticos a menudo sostienen que las reglas de línea brillante son demasiado simplistas y pueden conducir a resultados duros e injustos. El juez de la Corte Suprema Stephen Breyer señaló que hay circunstancias en las que la aplicación de reglas claras sería inapropiada, afirmando que "ningún conjunto único de reglas legales puede capturar la complejidad siempre cambiante de la vida humana". En el transcurso de las últimas tres décadas, muchas reglas claras previamente establecidas en la jurisprudencia de los Estados Unidos han sido reemplazadas por pruebas de equilibrio. [cita requerida]

## Ejemplos
Algunos observadores[¿quién?] consideran la tenencia en Miranda v. Arizona para constituir una regla de línea brillante. La opinión mayoritaria en ese caso requería que la policía avisara a un sospechoso criminal de ciertos derechos cuando se cumplían dos condiciones: 1) el sospechoso estaba bajo custodia, y 2) el sospechoso estaba a punto de ser interrogado. 

## Casos notables que contienen reglas de línea brillante
- Miranda v. Arizona
- Goldberg v. Kelly
- Michigan v. Veranos
- SEC v. Chenery Corp.332 U.S. 194 (1947)
- Asociación Nacional de Refinadores de Petróleo. v. FTC , 482 F.2d 672 (DC Cir. 1973), cert. denegado, 415 US 951 (1974)
- Heckler v Campbell 461 U.S. 458 (1983)
- Bowen v Hospital de la universidad de Georgetown 488 U.S. 204 (1988)
- Evans v. El Reino Unido
- Katko v. Salmuera, 183 NW2d 657 (Iowa 1971)
- Aguilar v. Texas
- Spinelli v. Estados Unidos
- Arizona v Gant, 556 US 332 (2009)